# Melinda tribulis
Melinda tribulis este o specie de muște din genul Melinda, familia Calliphoridae. A fost descrisă pentru prima dată de Villeneuve în anul 1933. Conform Catalogue of Life specia Melinda tribulis nu are subspecii cunoscute.